# Podróż na sto stóp
Podróż na sto stóp (ang. The Hundred-Foot Journey) – amerykański komediodramat z 2014 roku w reżyserii Lasse Hallströma.
Zdjęcia kręcono we Francji: w Saint-Antonin-Noble-Val (departament Tarn i Garonna), Carlus (departament Tarn) i w Lanouaille (Dordogne).

## Fabuła
Rodzina Kadam od lat prowadzi restaurację w Mumbaju. Pewnego dnia budynek zostaje podpalony, a matka ginie w pożarze. Po tym zdarzeniu rodzina przenosi się do Europy, najpierw osiadając w Londynie, a następnie we Francji.

## Obsada
- Helen Mirren jako madame Mallory
- Manish Dayal jako Hassan Haji
- Charlotte Le Bon jako Marguerite
- Om Puri jako Papa Kadam
- Amit Shah (II) jako Mansur
- Rohan Chand jako młody Hassan Haji
- Farzana Dua jako Mahira
- Dillon Mitra jako Mukthar Kadam
- Emanuele Secci jako Krytyk

## Opinie
W głosowaniu na forum internetowego serwisu Movie Database film zdobył 7,4 na 10 gwiazdek.
„To lekką ręką zainscenizowane dzieło o integracji, przyprawione kulinarnymi konkursami i romantycznymi uwikłaniami, (...) to smakowita, kinowa uczta”
„Ten film to francuskie wyrafinowanie kontra indyjskie przyprawy. (...) Bez Helen Mirren byłby o połowę mniej wart”.